# ديبو بروفيرا

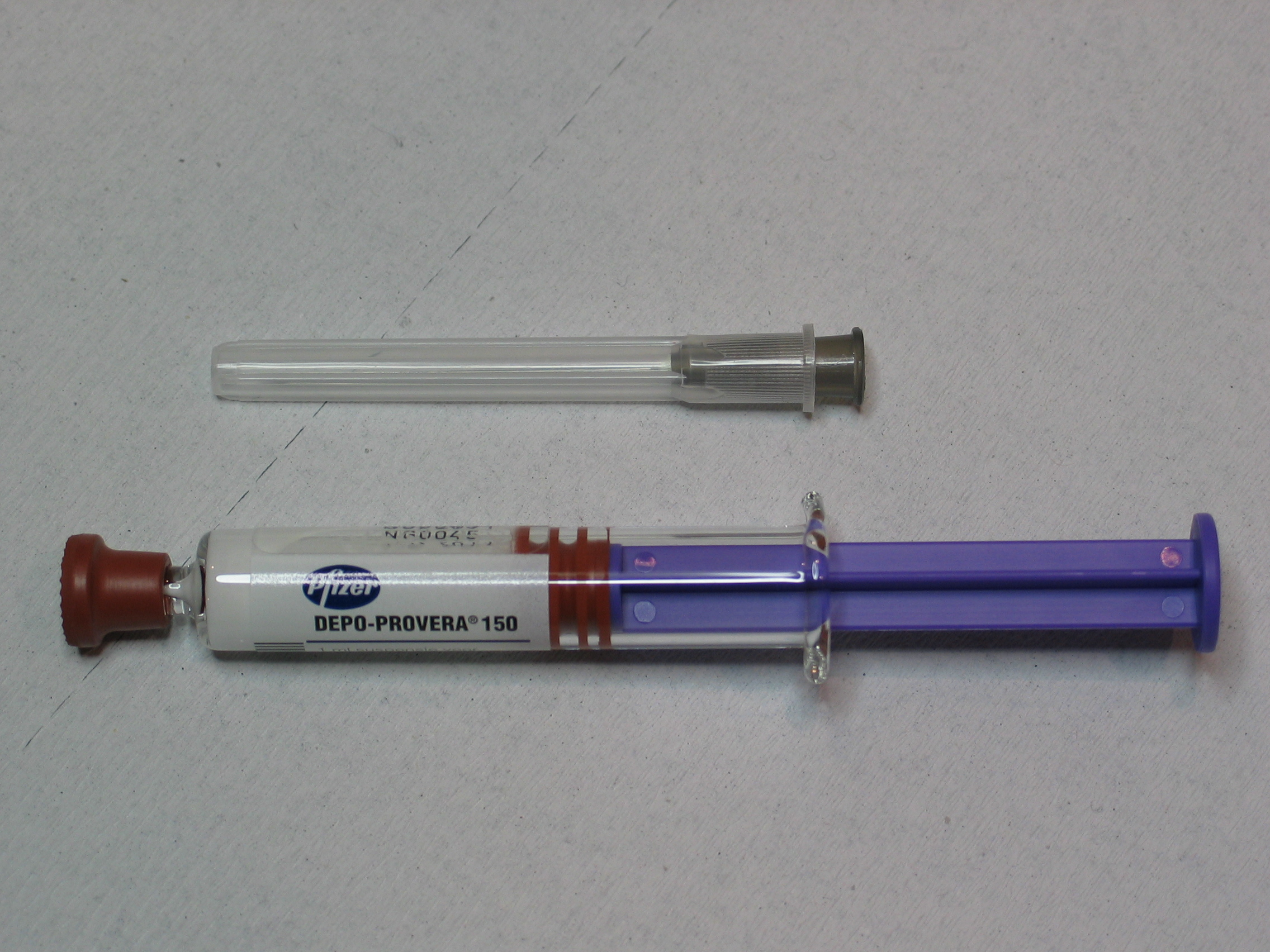

ديبو بروفيرا (بالإنجليزية: Depo-Provera) وهو عقار دوائي مانع للحمل مركب من البروجستيرون

## التركيب الكيميائي
ميدروكسي بروجستيرون اسييتيتDepot medroxyprogesterone acetate

## العبوات والاشكال الصيدلانية
يسوق العقار بشكل أمبولات أو فلاكونات تحتوي 150ملغ من الميدروكسي بروجستيرون من قبل شركة فايزر الدوائية (بالإنجليزية: Pfizer) وشركة أبجون (بالإنجليزية: Upjohn).

## طريقة الاستخدام
حقنة عضلية كل 3 أشهر (12-13 اسبوع).
أو حسب ما ينصح به الطبيب، لأنّ استخدام العقار يحتاج إلى فحوصات مصاحبة قبل النصح باستخدامه

## آلية العمل
- تعمل المستويات العالية للبروجستيرون على منع الاباضة عن المرأة. حيث يقوم البروجستيرون بإنقاص الحاثات من منطقة تحت المهاد بالدماغ، وبالتالي انقاص هرموني (FSH)و (LH) المفروزين من النخامى.
- الألية الثانية عن طريق تغيير مخاطية عنق الرحم وبالتالي تقوم بثبيط عمل الحيوانات المنوية.

## نسبة الحمل
نسبة حدوث الحمل أثناء استخدام هذا العقار ضئيلة جداً حوالي 0.3%.

## الفوائد
- تأثيره ممتاز في منع الحمل.
- سهل الاستخدام مرة كل 3 أشهر.
- خالي من هرمون الأستروجين مما يقلل خطر الصمات القلبية والرئوية والتهاب الوريد الخثري.
- تأثيرات جانبية هي الأقل بين وسائل منع الحمل الهرمونية الأخرى.
- تقليل نسبة الإصابة بسرطان باطن الرحم.
- تقليل نسبة الإصابة بفقر الدم بعوز الحديد (الأنيميا) لأنه يقوم بإيقاف الدورة الطمثية لدى المرأة وبالتالي ايقاف النزف الدوري للدم من جسم المرأة.
- تقليل أعراض الأندومتيروز (بطانة الرحم الهاجرة).
- تقليل أعراض عسرة الطمث (ألم ما قبل الدورة).
- تقليل نسبة حدوث التشنجات لدى النساء اللواتي لديهن صرع.
- تقليل شدة وأعراض فقر الدم المنجلي عند النساء اللواني اللواتي يعانين منه.

## مضادات الأستطباب
- وجود عوامل خطورة لأمراض القلب الوعائية.
- التهاب وريد خثري فعال.
- صمة رئوية فعالة.
- قصة سابقة لسرطان الثدي.
- نزف مهبلي غير مشخص.
- الشقيقة المثار باستخدامه.
- مرض كبدي فعال.
- الحمل.

## وصلات خارجية
- بحث عن الديبو بروفيرا
- موقع شركة فايزر الرسمي نسخة محفوظة 7 مارس 2012 على موقع واي باك مشين.
- بحث عن حقن منع الحمل.